# Liste der Schweizer Gedenkmünzen in Gold
Die Liste der Schweizer Gedenkmünzen in Gold enthält alle Gold-Gedenkmünzen der Schweiz. Sie wurden üblicherweise mit dem Nennwert 50 Franken herausgegeben, seltener 100 Franken, in Einzelfällen auch ¼ Franken und 250 Franken. Die Legierung ist jeweils Gold-Kupfer (Au 90/Cu 10) (Ausnahme: ¼ Franken-Münze von 2020: Feingold (Au 0.999)).

## Schweizer Gedenkmünzen in Gold
| ¼-Franken-Stücke                                                                |           |                 |                                                             |                  |                          |
| Bildseite                                                                       | Wertseite | Ausgabetag      | Physikalische Daten                                         | geprägte Auflage | Künstler                 |
|                                                                                 |           |                 |                                                             |                  |                          |
| Bildseite                                                                       | Wertseite | 23. Januar 2020 | Legierung: Gold 0,999 Durchmesser: 2,96 mm Gewicht: 0,063 g | PP 999           | Remo Mascherini, Flamatt |
| Beschreibung: Kleinste Goldmünze der Welt, Eintrag im Guinness-Buch der Rekorde |           |                 |                                                             |                  |                          |

| 50-Franken-Stücke |           |      |                                                                          |                                                                   |                                                          |
| Bildseite | Wertseite | Jahr | Physikalische Daten                                                      | geprägte Auflage                                                  | Künstler                                                 |
| |           |      |                                                                          |                                                                   |                                                          |
| Bildseite | Wertseite | 2001 | Legierung: Gold-Kupfer (Au 90/Cu 10) Durchmesser: 25 mm Gewicht: 11,29 g | PP 5000 od. 7000 Stk. (davon wurden jedoch nur 3967 Stk. geprägt) | Albrecht Schnider, Berlin                                |
| Beschreibung: 120 Jahre der Kinderbücher Heidis Lehr- und Wanderjahre und Heidi kann brauchen, was es gelernt hat von Johanna Spyri. |           |      |                                                                          |                                                                   |                                                          |
| |           |      |                                                                          |                                                                   |                                                          |
| Bildseite | Wertseite | 2002 | Legierung: Gold-Kupfer (Au 90/Cu 10) Durchmesser: 25 mm Gewicht: 11,29 g | PP 5'000                                                          | Max Matter, Unterentfelden                               |
| Beschreibung: Anlässlich der Landesausstellung Expo.02. |           |      |                                                                          |                                                                   |                                                          |
| |           |      |                                                                          |                                                                   |                                                          |
| Bildseite | Wertseite | 2003 | Legierung: Gold-Kupfer (Au 90/Cu 10) Durchmesser: 25 mm Gewicht: 11,29 g | PP 4'000                                                          | Andreas His, Witterswil                                  |
| Beschreibung: Anlässlich der Alpinen Skiweltmeisterschaften 2003 in St. Moritz. |           |      |                                                                          |                                                                   |                                                          |
| |           |      |                                                                          |                                                                   |                                                          |
| Bildseite | Wertseite | 2004 | Legierung: Gold-Kupfer (Au 90/Cu 10) Durchmesser: 25 mm Gewicht: 11,29 g | PP 10'000                                                         | Joaquin Jimenez, Angers / France                         |
| Beschreibung: Anlässlich 100 Jahre FIFA. |           |      |                                                                          |                                                                   |                                                          |
| |           |      |                                                                          |                                                                   |                                                          |
| Bildseite | Wertseite | 2004 | Legierung: Gold-Kupfer (Au 90/Cu 10) Durchmesser: 25 mm Gewicht: 11,29 g | PP 7'000                                                          | Stephan Bundi, Boll                                      |
| Beschreibung: Schweizer Bergserie (Matterhorn). |           |      |                                                                          |                                                                   |                                                          |
| |           |      |                                                                          |                                                                   |                                                          |
| Bildseite | Wertseite | 2005 | Legierung: Gold-Kupfer (Au 90/Cu 10) Durchmesser: 25 mm Gewicht: 11,29 g | PP 6'000                                                          | Roger Pfund, Carouge                                     |
| Beschreibung: Anlässlich 100 Jahre Automobilsalon Genf. |           |      |                                                                          |                                                                   |                                                          |
| |           |      |                                                                          |                                                                   |                                                          |
| Bildseite | Wertseite | 2006 | Legierung: Gold-Kupfer (Au 90/Cu 10) Durchmesser: 25 mm Gewicht: 11,29 g | PP 6'000                                                          | Rudolf Mirer, Obersaxen                                  |
| Beschreibung: Anlässlich 500 Jahre Schweizergarde. |           |      |                                                                          |                                                                   |                                                          |
| |           |      |                                                                          |                                                                   |                                                          |
| Bildseite | Wertseite | 2007 | Legierung: Gold-Kupfer (Au 90/Cu 10) Durchmesser: 25 mm Gewicht: 11,29 g | PP 6'000                                                          | Swissmint, nach Ferdinand Hodler                         |
| Beschreibung: Anlässlich 100 Jahre Schweizerische Nationalbank. Die Schweizerische Nationalbank beauftragte 1908 den Künstler Ferdinand Hodler mit der Gestaltung der 50-Franken- und 100-Franken-Geldscheinen. Der «Holzfäller» zierte den 50-Franken-Schein der zweiten Banknotenserie, die mehr als 67 Jahre gültig war. Ein Ölbild des Holzfällers befindet sich heute im Musée d’Orsay in Paris.                                                                    |           |      |                                                                          |                                                                   |                                                          |
| |           |      |                                                                          |                                                                   |                                                          |
| Bildseite | Wertseite | 2008 | Legierung: Gold-Kupfer (Au 90/Cu 10) Durchmesser: 25 mm Gewicht: 11,29 g | PP 6'000                                                          | Claude Sandoz, Luzern                                    |
| Beschreibung: Anlässlich des Internationalen Jahres des Planeten Erde. |           |      |                                                                          |                                                                   |                                                          |
| |           |      |                                                                          |                                                                   |                                                          |
| Bildseite | Wertseite | 2009 | Legierung: Gold-Kupfer (Au 90/Cu 10) Durchmesser: 25 mm Gewicht: 11,29 g | PP max. 6'000                                                     | Hans Erni, Luzern                                        |
| Beschreibung: Anlässlich 100 Jahre Pro Patria Schweizerische Bundesfeierspende. 1909 wurde die Organisation «Schweizerische Bundesfeier-Spende» für eine alljährliche Spendensammlung am Bundesfeiertag gegründet. Früher wurden die Gelder vor allem für die Unterstützung bedürftiger Bevölkerungsgruppen verwendet. Nach dem Zweiten Weltkrieg wurde der Fokus aber immer mehr auf die Rettung, Erhaltung und Pflege von Baudenkmälern und Kulturlandschaften gelegt. |           |      |                                                                          |                                                                   |                                                          |
| |           |      |                                                                          |                                                                   |                                                          |
| Bildseite | Wertseite | 2010 | Legierung: Gold-Kupfer (Au 90/Cu 10) Durchmesser: 25 mm Gewicht: 11,29 g | PP max. 6'000                                                     | Swissmint, nach Albert Anker                             |
| Beschreibung: Anlässlich des 100. Todestag von Albert Anker wurde diese Goldmünze mit dem Sujet des Ölbildes «Der Gemeindeschreiber» von 1874 herausgebracht. |           |      |                                                                          |                                                                   |                                                          |
| |           |      |                                                                          |                                                                   |                                                          |
| Bildseite | Wertseite | 2011 | Legierung: Gold-Kupfer (Au 90/Cu 10) Durchmesser: 25 mm Gewicht: 11,29 g | PP max. 6'000                                                     | Swissmint, nach Alois Carigiet                           |
| Beschreibung: Der «Schellenursli» ist eines der bekanntesten Bilderbücher. Geschrieben wurde es von Selina Chönz und illustriert von Alois Carigiet. |           |      |                                                                          |                                                                   |                                                          |
| |           |      |                                                                          |                                                                   |                                                          |
| Bildseite | Wertseite | 2012 | Legierung: Gold-Kupfer (Au 90/Cu 10) Durchmesser: 25 mm Gewicht: 11,29 g | PP max. 6'000                                                     | Brigitta Garcìa Lòpez, Zürich                            |
| Beschreibung: 100 Jahre Pro Juventute. |           |      |                                                                          |                                                                   |                                                          |
| |           |      |                                                                          |                                                                   |                                                          |
| Bildseite | Wertseite | 2013 | Legierung: Gold-Kupfer (Au 90/Cu 10) Durchmesser: 25 mm Gewicht: 11,29 g | PP max. 6'000                                                     | Rudolf Koller                                            |
| Beschreibung: Gotthardpost. |           |      |                                                                          |                                                                   |                                                          |
| |           |      |                                                                          |                                                                   |                                                          |
| Bildseite | Wertseite | 2014 | Legierung: Gold-Kupfer (Au 90/Cu 10) Durchmesser: 25 mm Gewicht: 11,29 g | PP max. 6'000                                                     | Stephan Bundi, Boll                                      |
| Beschreibung: 100 Jahre Schweizerischer Nationalpark. |           |      |                                                                          |                                                                   |                                                          |
| |           |      |                                                                          |                                                                   |                                                          |
| Bildseite | Wertseite | 2015 | Legierung: Gold-Kupfer (Au 90/Cu 10) Durchmesser: 25 mm Gewicht: 11,29 g | PP 5'000                                                          | nach der in Avenches gefundenen Goldbüste des Mark Aurel |
| Beschreibung: 2000 Jahre Aventicum. |           |      |                                                                          |                                                                   |                                                          |
| Bildseite | Wertseite | 2016 | Legierung: Gold-Kupfer (Au 90/Cu 10) Durchmesser: 25 mm Gewicht: 11,29 g | PP 4'500                                                          | Fredy Trümpi, Binz                                       |
| Beschreibung: Eröffnung des Gotthard-Basistunnels |           |      |                                                                          |                                                                   |                                                          |
| Bildseite | Wertseite | 2017 | Legierung: Gold-Kupfer (Au 90/Cu 10) Durchmesser: 25 mm Gewicht: 11,29 g | PP 4'500                                                          | Maya Delaquis, Gwatt                                     |
| Beschreibung: Barry |           |      |                                                                          |                                                                   |                                                          |
| Bildseite | Wertseite | 2018 | Legierung: Gold-Kupfer (Au 90/Cu 10) Durchmesser: 25 mm Gewicht: 11,29 g | PP 4'500                                                          | Angelo Boog, Dietlikon                                   |
| Beschreibung: Wilhelm Tell |           |      |                                                                          |                                                                   |                                                          |

| 100-Franken-Stücke                                                                                  |           |      |                                                                          |                  |                                        |
| Bildseite                                                                                           | Wertseite | Jahr | Physikalische Daten                                                      | geprägte Auflage | Künstler                               |
| |           |      |                                                                          |                  |                                        |
| Bildseite                                                                                           | Wertseite | 1998 | Legierung: Gold-Kupfer (Au 90/Cu 10) Durchmesser: 28 mm Gewicht: 22,58 g | PP 2'500         | Werner Jeker, Lausanne                 |
| Beschreibung: Anlässlich 200 Jahre Helvetische Republik.                                            |           |      |                                                                          |                  |                                        |
| |           |      |                                                                          |                  |                                        |
| Bildseite                                                                                           | Wertseite | 1998 | Legierung: Gold-Kupfer (Au 90/Cu 10) Durchmesser: 28 mm Gewicht: 22,58 g | PP 2'500         | Werner Jeker, Lausanne                 |
| Beschreibung: Anlässlich 150 Jahre schweizerischer Bundesstaat.                                     |           |      |                                                                          |                  |                                        |
| |           |      |                                                                          |                  |                                        |
| Bildseite                                                                                           | Wertseite | 1999 | Legierung: Gold-Kupfer (Au 90/Cu 10) Durchmesser: 28 mm Gewicht: 22,58 g | PP 3’000         | Gaspard Delachaux, Valeyressous-Ursins |
| Beschreibung: Anlässlich des alle 25 Jahre stattfindenden Winzerfestes Fête des Vignerons in Vevey. |           |      |                                                                          |                  |                                        |
| |           |      |                                                                          |                  |                                        |
| Bildseite                                                                                           | Wertseite | 2000 | Legierung: Gold-Kupfer (Au 90/Cu 10) Durchmesser: 28 mm Gewicht: 22,58 g | PP 3’000         | Kurt Sigrist, Sarnen                   |
| Beschreibung: Anlässlich 2000 Jahre Christentum (Messias als Säugling)                              |           |      |                                                                          |                  |                                        |

| 250-Franken-Stücke                                                           |           |      |                                                                      |                                                   |                           |
| Bildseite                                                                    | Wertseite | Jahr | Physikalische Daten                                                  | geprägte Auflage                                  | Künstler                  |
|                                                                              |           |      |                                                                      |                                                   |                           |
| Bildseite                                                                    | Wertseite | 1991 | Legierung: Gold-Kupfer (Au 90/Cu 10) Durchmesser: 23 mm Gewicht: 8 g | 1. Prägung: unz. 296'741 2. Prägung: unz. 193'259 | Johannes Burla, Lupsingen |
| Beschreibung: Anlässlich der 700-Jahre-Jubiläumsfeier der Eidgenossenschaft. |           |      |                                                                      |                                                   |                           |